# Paddy Considine
Patrick George Considine (tiếng Ireland: [ˈkɑːnsəˌdaɪn]; sinh ngày 5 tháng 9 năm 1973) là một diễn viên, đạo diễn, nhà biên kịch và nhạc sĩ người Anh. Anh đặc biệt được biết đến với những vai diễn phản anh hùng và những nhân vật dễ bị tổn thương về mặt cảm xúc, cũng như được chú ý vì thường xuyên hợp tác với nhà làm phim kiêm đạo diễn Shane Meadows. Anh trở nên nổi tiếng vào đầu những năm 2000 nhờ một loạt các vai diễn trong các bộ phim độc lập, đã khiến The Observer miêu tả anh là "bí mật được giữ kín tốt nhất trong các bộ phim Anh" và kết quả là anh được so sánh với Sam Rockwell. Nam diễn viên đã nhận được nhiều giải thưởng và đề cử, bao gồm hai Giải thưởng Điện ảnh Viện Hàn lâm Anh Quốc, ba Giải thưởng Điện ảnh Tiêu chuẩn Anh buổi tối, Giải Phim Độc lập của Anh cùng một Giải Sư tử bạc cho Phim ngắn hay nhất tại Liên hoan phim Venice 2007.
Paddy Considine xuất hiện lần đầu trên màn ảnh khi bắt tay với Meadows trong A Room for Romeo Brass (1999), trong đó nam diễn viên đóng vai nhân vật Morell có biểu hiện tâm thần ở một thị trấn nhỏ. Anh đã được công nhận với vai chính đầu tiên của mình là Alfie, một kẻ không thích nghi được với ngoại cảnh nhưng si tình trong Last Resort (2000) của Paweł Pawlikowski, tác phẩm đã mang về cho anh giải Nam diễn viên chính xuất sắc nhất tại Liên hoan phim Thessaloniki. Sau khi được công nhận với những vai diễn đầu tay này, Considine đã trở nên nổi tiếng vào đầu những năm 2000 với những màn thể hiện mạnh mẽ trong cả In America (2003) lẫn My Summer of Love (2004), cùng các vai phụ trong Doctor Sleep (2002) hay trong bộ phim thiêng 24 Hour Party People (2002). Sự tán dương và công nhận đến với anh nhờ vai diễn đột phá Richard trong bộ phim đề tài báo thù Dead Man's Shoes (2004) của Meadows, một tác phẩm do anh đồng biên kịch và nhờ đó, tài tử đã giành được giải Nam diễn viên Anh xuất sắc nhất tại Giải Empire 2005, đồng thời nhận được đề cử Giải Phim độc lập của Anh cho Nam diễn viên chính xuất sắc nhất.
Anh đã được công nhận nhiều hơn nữa nhờ các vai phụ trong Cinderella Man (2005), Stoned (2005), The Backwoods (2006) và Tối hậu thư của Bourne (2007). Những thành công quan trọng khác của anh bao gồm nhiều vai diễn hài đa dạng trong các phim Hot Fuzz (2007), Le Donk & Scor-zay-zee (2009), Submachine (2010), The World's End (2013), Pride (2014), Miss You Already (2015), The Death of Stalin (2017), Funny Cow (2017) và How to Build a Girl (2019), cùng nhiều vai diễn trong những phim chính kịch The Cry of the Owl (2009), Blitz (2011), Girl on a Bicycle (2012), Now Is Good (2012), Honor (2014), Child 44 (2015), Quyền lực chết (2015), The Girl with All the Gifts (2016) và Journeyman (2017).
Considine bắt đầu công việc làm phim, khởi điểm với bộ phim ngắn Dog Altogether (2007) do anh viết kịch bản kiêm đạo diễn, và nhờ đó anh đã giành được giải BAFTA cho Phim ngắn hay nhất, giải Phim độc lập của Anh, giải Sư tử bạc tại Liên hoan phim Venezia 2007, cũng như giải Liên hoan phim quốc tế Seattle. Ngoài ra, tác phẩm chuyển thể năm 2011 Tyrannosaur đã đem về Giải BAFTA cho Đạo diễn, Biên kịch, Nhà sản xuất đầu tay người Anh nổi bật cùng Giải Phim độc lập của Anh cho cả hai diễn viên chính Olivia Colman và Peter Mullan. Anh tiếp tục thực hiện công việc này bằng cách đạo diễn và đóng chính trong phim điện ảnh thứ hai mang tên Journeyman, đã nhận được sự hoan nghênh từ giới chuyên môn. Anh cũng đã tham gia và đạo diễn một số video âm nhạc, trong đó nổi bật nhất là "God Put a Smile upon Your Face" của Coldplay và "Leave Before the Lights Come On" của Arctic Monkeys.
Đối với lĩnh vực truyền hình, Considine đã đóng vai chính trong một số tác phẩm, bao gồm Pu-239 (2006), My Zinc Bed (2008), Red Riding (2009) và loạt phim Informer (2018) của BBC, đáng chú ý là vai Thanh tra thám tử Jack Whicher trong loạt phim truyền hình The Suspicions of Mr Whicher. Ngoài ra, anh cũng sắm các vai định kỳ nhỏ hơn hơn trong sê-ri xã hội đen của BBC Peaky Blinders (2016) và miniseries The Outsider (2020) của HBO. Considine hiện đóng vai chính cùng với Jude Law trong miniseries The Third Day (2020) của Sky Atlantic. Anh cũng đảm nhận vai Viserys I Targaryen trong loạt phim của HBO House of the Dragon (2022).
Mặc dù đóng vai Banquo trong bản chuyển thể điện ảnh của vở bi kịch Macbeth do William Shakespeare sáng tác (2015), nhưng Considine chỉ có một sự nghiệp rất ngắn ngủi nhưng thành công trên sân khấu. Anh đã nhận được đề cử Giải Olivier và Giải Tony cho Nam diễn viên chính xuất sắc nhất năm 2018 và 2019, nhờ diễn xuất trong The Ferryman tại Nhà hát Royal Court và Nhà hát Gielgud, cùng The Ferryman tại Nhà hát Bernard B. Jacobs ở Broadway.

## Tiểu sử
Considine sinh ra ở Burton upon Trent, Staffordshire, và vẫn đang cư trú tại đó. Anh lớn lên cùng với anh trai và bốn chị em gái trong một khu cư xá ở Winshill, một ngôi làng thuộc Burton. Người cha quá cố của anh, Martin Joseph Considine, là người Ireland. Considine đã theo học trường Abbot Beyne và Burton College, trong số những trường khác. Năm 1990, Considine ghi danh để lấy Chứng chỉ Quốc gia về Nghệ thuật Biểu diễn tại Cao đẳng Burton, nơi anh gặp Shane Meadows lần đầu tiên. Tuy nhiên, không ai trong số họ hoàn thành khóa học.
Năm 1994, Considine chuyển sang học nhiếp ảnh tại Đại học Brighton. Khi ở đó, anh theo học nhà nhiếp ảnh gia tư liệu xã hội Paul Reas, người đã mô tả một đề án mà ông chụp hình ảnh cha mẹ mình trong ngôi nhà ở Winshill, là "tuyệt vời". Vào một thời điểm nào đó, Considine bị đe dọa rằng anh sẽ bị đuổi học, nhưng Considine đã tốt nghiệp với bằng Cử nhân hạng nhất.

## Sự nghiệp diễn xuất
Sau khi tốt nghiệp đại học, Meadows đã tuyển Considine tham gia một số bộ phim ngắn, cũng như bộ phim dài thứ hai của vị đạo diễn, A Room for Romeo Brass (1999). Trong lần xuất hiện đầu tiên trên màn ảnh rộng, Considine đã vào vai nhân vật có biểu hiện tâm thần tên Morell. Màn hóa thân của Considine trong phim đã khiến Paweł Pawlikowski chọn anh vào vai chính đầu tiên trong Last Resort (2000). Considine đã đóng vai Alfie, một kẻ si tình, và nhờ đó anh đã giành được giải Nam diễn viên chính xuất sắc nhất tại Liên hoan phim Thessaloniki. Sau khi trở nên nổi tiếng với vai Alfie và Morell, Considine đã củng cố danh tiếng của mình trong suốt thời gian từ đầu đến giữa những năm 2000 với các vai phụ và vai chính trong các bộ phim Thiêng như 24 Hour Party People và In America.
Năm 2004, Considine đóng vai chính, đồng thời cũng là vai diễn quan trọng nhất trong sự nghiệp của mình, vai Richard trong bộ phim báo thù Dead Man's Shoes của Meadows (2004), tác phẩm mà anh đồng biên kịch, đã giúp anh đem về giải Empire cho Nam diễn viên người Anh xuất sắc nhất. Cùng năm đó, nam diễn viên đóng vai chính trong My Summer of Love, thành phẩm hợp tác thứ hai của anh với đạo diễn Pawel Pawlikowski. Cả hai tác phẩm đều được công nhận tại các buổi lễ trao giải. Vào năm sau, Considine hoá thân thành Frank Thorogood trong Stoned (2005). Đó là khoảng thời gian Considine nổi tiếng với tư cách là một diễn viên chuyên đóng vai phản diện, phản anh hùng hay những nhân vật đen tối nổi tiếng trong điện ảnh. Năm 2005, giới hâm mộ chứng kiến sự ra mắt của Cinderella Man, bộ phim Hollywood thứ hai của Considine.
Considine xuất hiện trong bộ phim giật gân Tây Ban Nha Bosque de Sombras (2006). Chính trong quá trình quay phim này, Considine đã viết ra thứ mà sau này trở thành bộ phim ngắn đầu tay của mình, Dog Altogether. Considine tuyên bố rằng chính bạn diễn Gary Oldman đã giúp anh có được sự tự tin để thực hiện bộ phim, và nam diễn viên đã cảm ơn Oldman trong bài phát biểu nhận giải BAFTA. Năm 2006, anh đóng chính trong Pu-239 với vai Timofey Berezin, một công nhân tại một cơ sở hạt nhân của Nga, người bị nhiễm một liều phóng xạ gây chết người. Năm 2007, Considine tham gia hai tác phẩm kinh phí lớn; phần thứ ba trong loạt phim Bourne Trilogy, Tối hậu thư của Bourne, trong đó anh sắm vai phóng viên báo chí Simon Ross, cùng Hot Fuzz, tác phẩm mà anh tham gia với vai diễn Trung sĩ Andy Wainwright. Năm 2008, Considine đóng chính trong My Zinc Bed, một bộ phim truyền hình của BBC/HBO. Năm 2009, anh thủ vai Peter Hunter trong miniseries Red Riding: 1980 của Channel 4, phỏng theo cuốn tiểu thuyết của David Peace, cũng như một thành phẩm hợp tác khác với Meadows, Le Donk & Scor-zay-zee, một bộ phim không có kịch bản, lời thoại ngẫu hứng, ghi hình trong năm ngày với kinh phí 48.000 bảng Anh, và được công chiếu tại Liên hoan phim quốc tế Edinburgh.
Năm 2011, Considine đóng vai chính trong bộ phim chuyển thể từ cuốn sách Submarine của Joe Dunthorne, do Richard Ayoade viết kịch bản kiêm đạo diễn. Cũng trong năm 2011, Considine xuất hiện với vai Porter Nash trong bộ phim Blitz, chuyển thể từ cuốn tiểu thuyết của Ken Bruen, cũng như đóng vai chính Jack Whicher trong The Suspicions of Mr Whicher, do Helen Edmundson và Neil McKay biên kịch. Trong cùng năm đó, Considine đã gặp lại một trong những người bạn diễn trong A Room for Romeo Brass, nữ diễn viên đoạt giải BAFTA Vicky McClure. Cả hai đã cùng nhau đọ sức trong một đoạn quảng cáo trên truyền hình để quảng bá cho "Những bộ phim để đời". Đoạn quảng cáo được quay trong hai ngày ở Tây Ban Nha.
Considine đã liên tục thể hiện sự tinh tế của mình, có thể diễn bằng nhiều giọng nói của vùng miền và quốc gia trên thế giới; đóng vai một người Digan từ Midlands tên Morell trong bộ phim đầu tiên của mình là A Room for Romeo Brass năm 1999, Considine thủ vai một người Luân Đôn trong Stoned và The Suspicions of Mr Whicher, một công nhân nhà máy hạt nhân người Nga trong Pu-239, một người xứ Wales trong Submarine, Happy Now và Pride, một người Ireland nhập cư ở Mỹ, một người Manchester trong Red Riding, một người Yorkshire trong My Summer of Love, một người Mỹ trong Cry of the Owl và Cinderella Man, hay một người West Country trong Hot Fuzz. Anh đã xuất hiện trong một số video âm nhạc, đáng chú ý nhất là "God Put A Smile Upon Your Face" (2002) của Coldplay và "Familiar Feeling" (2003) của Moloko, cũng như ca khúc Arctic Monkeys "Leave Before the Lights Come On"(2006) mà anh sáng tác.
Considine đã đóng vai chính trong The World's End, với tư cách là một trong "Năm chàng lính ngự lâm" thực hiện cuộc hành trình nhậu nhẹt "hoành tráng" xuyên 12 quán rượu. Considine trước đây đã làm việc với dàn diễn viên và đoàn làm phim trong Hot Fuzz (2007). Bộ phim được phát hành tại Vương quốc Anh vào ngày 19 tháng 7 năm 2013 và tại Hoa Kỳ vào ngày 23 tháng 8 năm 2013. Vào tháng 8 năm 2015, Considine xác nhận rằng anh đang chắp bút kịch bản cho bộ phim Journeyman, trong đó anh cũng sẽ đóng vai chính. Đây là bản chuyển thể từ tiểu thuyết phi hư cấu The Years of the Locust của Jon Hotten, câu chuyện có thật về một nhà tài trợ quyền anh rối loạn nhân cách, Fat Rick Parker, cùng mối quan hệ bất đắc dĩ với chàng võ sĩ ngây thơ của mình, Tim Anderson. Considine cũng đang chắp bút kịch bản cho một bộ phim, từ một câu chuyện ma tên là The Leaning, đồng thời lập ra kế hoạch đạo diễn cả hai bộ phim. Nam diễn viên tiếp tục hợp tác với Shane Meadows trong King of the Gypsies, một tác phẩm tiểu sử về võ sĩ đấu tay không Bartley Gorman, người mà Considine đã gặp và trở thành bạn của nhau khi còn là nhiếp ảnh gia. Năm 2015, Considine được chọn để đóng cùng Glenn Close, Gemma Arterton trong phim đề tài xác sống của Vương quốc Anh, The Girl with All the Gifts, dựa trên tiểu thuyết cùng tên năm 2014 của M. R. Carey.
Vào ngày 4 tháng 10 năm 2015, thông qua trang Twitter chính thức của mình, Considine cho biết anh sắp gia nhập vào dàn diễn viên của loạt phim gangster Peaky Blinders lấy bối cảnh ở Birmingham, cho thấy nam diễn viên sẽ tái hợp với đạo diễn Colm McCarthy của She Who Brings Gifts.
Vào tháng 4 năm 2017, Considine đã xuất hiện trên sân khấu khi tham gia The Ferryman tại Nhà hát Royal Court, trước khi chuyển đến Nhà hát Gielgud ở West End. Đây là vở kịch bán chạy nhất trong lịch sử Nhà hát Royal Court.
Việc sản xuất được di dời đến Nhà hát Bernard B. Jacobs ở Broadway, bắt đầu quá trình xem trước vào ngày 2 tháng 10 năm 2018. Vở kịch, tiếp tục giành được bốn giải Tony và "đóng màn" vào ngày 7 tháng 7 năm 2019. Với vai diễn Quinn Carney, Considine đã giành được đề cử cho nam diễn viên chính xuất sắc nhất tại cả Giải Olivier và Giải Tony.
Vào năm 2020, anh thủ vai Ngài Martin trong miniseries The Third Day của HBO cùng với Jude Law.
Considine cũng đã được chọn vào vai Vua Viserys I Targaryen trong phần tiền truyện sắp tới của Game of Thrones, House of the Dragon.

## Sự nghiệp làm phim
Năm 2007, Paddy Considine đã biên kịch và đạo diễn bộ phim ngắn Dog Altogether, với sự tham gia diễn xuất của Peter Mullan. Dog giành được giải BAFTA năm 2007 cho Phim ngắn hay nhất, cũng như giải Sư tử bạc cho Phim ngắn hay nhất tại Liên hoan phim Venice 2007, Phim ngắn Anh hay nhất tại Giải thưởng Phim độc lập Anh 2007 (BIFA) và Liên hoan phim Quốc tế Seattle, cũng như Giải thưởng Đạo diễn Điện ảnh Thế giới cho bộ phim đầu tay Tyrannosaur của anh tại Liên hoan phim Sundance 2011.

## Sự nghiệp âm nhạc
Sau một thời gian ngắn thời đại học trong một nhóm hài ảo có tên 'Grunt', Considine và Shane Meadows đã thành lập ban nhạc She Talks To Angels (lấy cảm hứng từ bài hát cùng tên của Black Crowes) cùng với những người bạn Richard Eaton, Simon Hudson và Nick Hemming, trong đó Meadows là giọng ca chính, còn Considine là tay trống. Sau đó, Considine rời ban nhạc, và những thành viên còn lại cải tổ ban nhạc rồi tự xưng là Oslo. Considine xuất hiện trên chương trình của Jools Holland trong lúc chuyển sang học nhiếp ảnh tại Đại học Brighton, nơi anh thành lập một nhóm mới, một ban nhạc Britpop có tên là Pedestrian. Hiện tại, anh nằm trong ban nhạc rock Riding the Low, đã phát hành một EP mang tên 'They Will Rob You of Your Gifts' (2009),  và một album có tiêu đề 'What Happened to the Get To Know Ya? ' (2013).
Considine và Riding the Low đã có một bước đột phá lớn về âm nhạc vào năm 2014, sau khi Tim Burgess thuộc The Charlatans mời họ biểu diễn tại sự kiện Tim Peaks Diner do anh giám tuyển tại Festival No 6 ở Portmeirion, Wales. Considine đã liên hệ với Burgess sau khi đọc quyển Telling Stories của anh để bàn luận về thiền. "Cuộc trò chuyện được xúc tiến và Tim hào phóng đề nghị cho chúng tôi biểu diễn ở Portmeirion. Điều đó dẫn đến việc ban nhạc làm tiết mục mở đầu cho The Charlatans tại Học viện O2 ở Leicester năm nay. Tôi không sợ sân khấu. Chúng tôi đã sẵn sàng. Chúng tôi đã làm nên lịch sử của mình ngoài tầm ngắm ống kính camera. Chúng tôi đã tiến bộ. Chúng tôi đã tiến bộ hơn rất nhiều. Lúc đầu, chúng tôi vẫn còn non nớt - tất cả những gì chúng tôi có là sự kiêu ngạo. Chúng tôi còn một chặng đường dài phía trước và chúng tôi đã học được kỹ năng của mình ở tất cả những hợp đồng biểu diễn tại các quán rượu này. Chúng tôi không mong đợi sự nghiệp của mình nở rộ chỉ vì một diễn viên nằm trong ban nhạc." Considine bày tỏ.
Năm 2016, ban nhạc phát hành album dài thứ hai mang tên Are Here to Help the Neighborhood, được thu âm tại Rockfield Studios và do Chris Slusarenko sản xuất. Considine viết lời trong khi ban nhạc thì viết nhạc.
Vào đầu năm 2018, Considine xác nhận rằng sự hợp tác được mong đợi bấy lâu nay với nghệ sĩ saxophone Andrew Teddy Brown của Wigan cuối cùng đã thành sự thật, trong đó thành quả này được ra mắt vào tháng 2 năm 2019 dưới dạng album chủ đề mang tên Limping Through Life - một câu chuyện về cuộc đấu tranh của một người đàn ông mắc bệnh gout giai đoạn cuối. Vào tháng 11 năm 2018, Considine và Brown đã xác nhận rằng đĩa đơn đầu tay của Limping Through Life sẽ có tên là Days Of Delirium - một bài hát về những đỉnh cao tột bật mà nhân vật trung tâm của album cảm nhận được sau khi dùng thuốc đặt để chống lại bệnh gout. Đĩa đơn có sự xuất hiện của Glen Hansard, Duncan James từ nhóm Blue và Mutya Buena (trước đây thuộc The Sugababes) với tư cách khách mời. Đĩa đơn phát hành trên Axe Wound Records [của Rotherham] ra mắt ở vị trí thứ 57 trên bảng xếp hạng The East Midlands Skiffle.

## Đời sống cá nhân
Considine vẫn kín tiếng về đời sống cá nhân của mình và từng nói rằng nếu trở thành một người nổi tiếng, thì anh sẽ "biến mất và đi làm giày như Daniel Day-Lewis" (ám chỉ việc Day-Lewis khi làm thợ đóng giày ở Ý trong lúc nghỉ phép). Năm 2002, Considine kết hôn với Shelley Insley, người mà anh đã yêu từ năm 18 tuổi. Họ có ba người con. Considine sống ở quê nhà Burton upon Trent cùng với gia đình.

### Sức khoẻ
Vào tháng 4 năm 2011, Considine tiết lộ rằng anh đã được chẩn đoán mắc hội chứng Asperger. Mặc dù được trấn an, nhưng anh vẫn tiếp tục vật lộn trong các tình huống xã hội cho đến khi được chẩn đoán mắc hội chứng Irlen vào năm 2013, một tình trạng mà não không thể xử lý đầy đủ các kích thích thị giác. Tình trạng của nam diễn viên đã được cải thiện đáng kể kể từ khi anh bắt đầu đeo kính lọc Irlen màu tím, kính áp tròng được chế tạo đặc biệt khi ở trên phim trường, và kính màu truyền thống.

## Phim

### Phim điện ảnh
| Năm  | Phim                        | Vai diễn                          | Ghi chú                                     |
| ---- | --------------------------- | --------------------------------- | ------------------------------------------- |
| 1999 | A Room for Romeo Brass      | Morell                            |                                             |
| 2000 | Last Resort                 | Alfie                             |                                             |
| 2000 | Born Romantic               | Ray                               |                                             |
| 2001 | Happy Now?                  | Glen Marcus                       |                                             |
| 2001 | The Martins                 | Biên tập viên ghi âm Hatfield     |                                             |
| 2002 | 24 Hour Party People        | Rob Gretton                       |                                             |
| 2002 | Close Your Eyes             | Elliot Spruggs                    |                                             |
| 2002 | My Wrongs 8245-8249 and 117 | Him                               | Phim ngắn                                   |
| 2002 | Bouncer                     | Knife Man                         | Phim ngắn                                   |
| 2003 | In America                  | Johnny                            |                                             |
| 2004 | Dead Man's Shoes            | Richard                           | Cũng là biên kịch                           |
| 2004 | My Summer of Love           | Phil                              |                                             |
| 2005 | Cinderella Man              | Mike Wilson                       |                                             |
| 2005 | Stoned                      | Frank Thorogood                   |                                             |
| 2006 | Bosque de Sombras           | Norman                            |                                             |
| 2006 | Pu-239                      | Timofey Berezin                   |                                             |
| 2006 | This Is England             | —                                 | Biên kịch không được ghi danh               |
| 2007 | Hot Fuzz                    | Trung sĩ cảnh sát Andy Wainwright |                                             |
| 2007 | Tối hậu thư của Bourne      | Simon Ross                        |                                             |
| 2007 | Dog Altogether              | —                                 | Phim ngắn Biên kịch và đạo diễn             |
| 2009 | The Cry of the Owl          | Robert Forrester                  |                                             |
| 2009 | Le Donk & Scor-zay-zee      | Le Donk                           |                                             |
| 2010 | Submarine                   | Graham T. Purvis                  |                                             |
| 2011 | Blitz                       | Trung sĩ Porter Nash              |                                             |
| 2011 | Tyrannosaur                 | —                                 | Biên kịch và đạo diễn                       |
| 2012 | Girl on a Bicycle           | Derek                             |                                             |
| 2012 | The Bourne Legacy           | Simon Ross                        | Không được công nhận Đoạn phim ngắn lưu trữ |
| 2012 | Now Is Good                 | Bố                                |                                             |
| 2013 | The World's End             | Steven Prince                     |                                             |
| 2013 | The Double                  | Jack                              | Không được ghi danh                         |
| 2014 | Honour                      | Bounty Hunter                     |                                             |
| 2014 | Pride                       | Dai Donovan                       |                                             |
| 2015 | Child 44                    | Vladimir Malevich                 |                                             |
| 2015 | Miss You Already            | Jago                              |                                             |
| 2015 | Quyền lực chết              | Banquo                            |                                             |
| 2016 | The Girl with All the Gifts | Trung sĩ Eddie Parks              |                                             |
| 2017 | The Death of Stalin         | Comrade Andreyev                  |                                             |
| 2017 | Journeyman                  | Matty Burton                      | Cũng là nhà biên kịch và đạo diễn           |
| 2017 | Funny Cow                   | Angus                             |                                             |
| 2019 | How to Build a Girl         | Pat Morrigan                      |                                             |
| TBA  | Wolf                        |                                   | Hậu kỳ                                      |

### Truyền hình
| Năm  | Tựa đề                                                      | Vai diễn                       | Ghi chú            |
| ---- | ----------------------------------------------------------- | ------------------------------ | ------------------ |
| 2006 | My Zinc Bed                                                 | Paul Peplow                    | Phim truyền hình   |
| 2006 | Pu-239                                                      | Timofey Berezin                | Phim truyền hình   |
| 2009 | Red Riding: In the Year of Our Lord 1980                    | Peter Hunter                   | Phim truyền hình   |
| 2011 | The Suspicions of Mr Whicher: The Murder at Road Hill House | Thanh trả thám tử Jack Whicher | Phim truyền hình   |
| 2013 | The Suspicions of Mr Whicher: The Murder in Angel Lane      | Thanh trả thám tử Jack Whicher | Phim truyền hình   |
| 2014 | The Suspicions of Mr Whicher: Beyond the Pale               | Thanh trả thám tử Jack Whicher | Phim truyền hình   |
| 2014 | The Suspicions of Mr Whicher: 'Til Death Do Us Part         | Thanh trả thám tử Jack Whicher | Phim truyền hình   |
| 2016 | Peaky Blinders                                              | Cha John Hughes                | 4 tập              |
| 2018 | Informer                                                    | Gabe Waters                    | Miniseries         |
| 2020 | The Outsider                                                | Claude Bolton/The Outsider     | Miniseries, 10 tập |
| 2020 | The Third Day                                               | Ngài Martin                    | Miniseries, 6 tập  |
| 2022 | House of the Dragon                                         | Vua Viserys I Targaryen        | TBA                |

## Sân khấu
| Năm  | Tựa đề       | Vai diễn     | Nơi biểu diễn                                     |
| ---- | ------------ | ------------ | ------------------------------------------------- |
| 2017 | The Ferryman | Quinn Carney | Nhà hát Royal Court và Nhà hát Gielgud. Luân Đôn. |
| 2018 | The Ferryman | Quinn Carney | Nhà hát Bernard B. Jacobs. New York.              |

## Video âm nhạc
| Năm  | Nghệ sĩ        | Tựa đề                            | Ghi chú                |
| ---- | -------------- | --------------------------------- | ---------------------- |
| 2003 | Coldplay       | "God Put a Smile upon Your Face"  |                        |
| 2003 | Moloko         | "Familiar Feeling"                |                        |
| 2006 | Arctic Monkeys | "Leave Before the Lights Come On" | Cũng là người sáng tác |

## Giải thưởng và đề cử
| Năm  | Giải thưởng                                           | Hạng mục                                                                             | Phim                                                    | Kết quả   |
| ---- | ----------------------------------------------------- | ------------------------------------------------------------------------------------ | ------------------------------------------------------- | --------- |
| 2000 | Giải thưởng Liên hoan phim Thessaloniki               | Nam diễn viên chính xuất sắc nhất (chia giải với Misel Maticevic)                    | Last Resort                                             | Đoạt giải |
| 2003 | Giải Phim Độc lập của Anh                             | Nam diễn viên chính xuất sắc nhất                                                    | In America                                              | Đề cử     |
| 2004 | Giải Phim Độc lập của Anh                             | Nam diễn viên chính xuất sắc nhất                                                    | Dead Man's Shoes                                        | Đề cử     |
| 2004 | Giải Phim Độc lập của Anh                             | Kịch bản xuất sắc nhất (chia giải với Shane Meadows)                                 | Dead Man's Shoes                                        | Đề cử     |
| 2004 | Giải Phim Độc lập của Anh                             | Nam/nữ diễn viên phụ xuất sắc nhất                                                   | My Summer of Love                                       | Đề cử     |
| 2004 | Giải thưởng Hội phê bình phim Luân Đôn                | Giải ALFS – Nam diễn viên Anh của năm                                                | In America                                              | Đề cử     |
| 2004 | Giải Golden Satellite                                 | Nam diễn viên chính phim chính kịch xuất sắc nhất                                    | In America                                              | Đề cử     |
| 2004 | Nghiệp đoàn Diễn viên Màn ảnh                         | Dàn diễn viên điện ảnh xuất sắc nhất                                                 | In America                                              | Đề cử     |
| 2005 | Giải Empire                                           | Nam diễn viên người Anh xuất sắc nhất                                                | Dead Man's Shoes                                        | Đoạt giải |
| 2005 | Giải thưởng Điện ảnh Tiêu chuẩn Anh buổi tối          | Nam diễn viên chính xuất sắc nhất                                                    | Dead Man's Shoes                                        | Đoạt giải |
| 2005 | Giải thưởng Hội phê bình phim Luân Đôn                | Giải ALFS – Nam diễn viên Anh của năm                                                | Dead Man's Shoes                                        | Đề cử     |
| 2006 | Giải Phim Độc lập của Anh                             | Nam diễn viên chính xuất sắc nhất                                                    | In America                                              | Đề cử     |
| 2006 | Giải thưởng Hội phê bình phim Luân Đôn                | Giải ALFS – Nam diễn viên phụ Anh của năm                                            | Cinderella Man                                          | Đề cử     |
| 2007 | Giải thưởng Liên hoan phim Venezia                    | Giải Sư tử bạc – Phim ngắn hay nhất                                                  | Dog Altogether                                          | Đoạt giải |
| 2007 | Giải Phim Độc lập của Anh                             | Phim ngắn của Anh hay nhất                                                           | Dog Altogether                                          | Đoạt giải |
| 2007 | Giải Liên hoan phim quốc tế Seattle                   | Giải đặc biệt của Ban giám khảo, Người tường thuật                                   | Dog Altogether                                          | Đoạt giải |
| 2007 | Giải thưởng Liên hoan phim quốc tế Edinburgh          | Phim ngắn của Anh hay nhất                                                           | Dog Altogether                                          | Đề cử     |
| 2008 | Giải BAFTA                                            | Phim ngắn hay nhất                                                                   | Dog Altogether                                          | Đoạt giải |
| 2011 | Giải thưởng Liên hoan phim quốc tế Sundance           | Giải đạo diễn điện ảnh thế giới: Phim chính kịch                                     | Tyrannosaur                                             | Đoạt giải |
| 2011 | Giải thưởng Liên hoan phim Nantucket                  | Biên kịch/Đạo diễn xuất sắc nhất                                                     | Tyrannosaur                                             | Đoạt giải |
| 2011 | Liên hoan phim Munich                                 | CineVision Award Outstanding Debut Feature                                           | Tyrannosaur                                             | Đoạt giải |
| 2011 | Cuộc bình chọn của Liên hoan điện ảnh độc lập Châu Âu | Cuộc bình chọn Giải thưởng Liên hoan: Phim hay nhất                                  | Tyrannosaur                                             | Đoạt giải |
| 2011 | Liên hoan phim Dinard của Anh                         | The Golden Hitchcock: Grand Jury Prize/Ciné+ Award                                   | Tyrannosaur                                             | Đoạt giải |
| 2011 | Liên hoan phim Dinard của Anh                         | Giải Allianz: Kịch bản xuất sắc nhất                                                 | Tyrannosaur                                             | Đoạt giải |
| 2011 | Liên hoan phim Zagreb Croatia                         | Giải T-Com Audience: Phim hay nhất                                                   | Tyrannosaur                                             | Đoạt giải |
| 2011 | Liên hoan phim quốc tế Thessaloniki, Hy Lạp           | Giải thưởng của khán giả Fischer (Dành cho một bộ phim trong phần Chân trời rộng mở) | Tyrannosaur                                             | Đoạt giải |
| 2011 | Liên hoan phim Mar del Plata                          | Giải Đặc biệt của Ban giám khảo                                                      | Tyrannosaur                                             | Đoạt giải |
| 2011 | Liên hoan phim Mar del Plata                          | Giải Silver Astor cho Kịch bản xuất sắc nhất                                         | Tyrannosaur                                             | Đoạt giải |
| 2011 | Liên hoan phim Mar del Plata                          | Giải ACCA của Hiệp hội phê bình phim Argentina                                       | Tyrannosaur                                             | Đoạt giải |
| 2011 | Liên hoan phim Mar del Plata                          | Giải SIGNIS (Hiệp hội Truyền thông Công giáo Thế giới)                               | Tyrannosaur                                             | Đề cử     |
| 2011 | Liên hoan phim Stockholm                              | Phim đầu tay hay nhất                                                                | Tyrannosaur                                             | Đoạt giải |
| 2011 | Giải Phim Độc lập của Anh                             | Phim Độc lập của Anh hay nhất                                                        | Tyrannosaur                                             | Đoạt giải |
| 2011 | Giải Phim Độc lập của Anh                             | Đạo diễn xuất sắc nhất                                                               | Tyrannosaur                                             | Đề cử     |
| 2011 | Giải Phim Độc lập của Anh                             | Giải The Douglas Hickox (Đạo diễn mới xuất sắc nhất)                                 | Tyrannosaur                                             | Đoạt giải |
| 2011 | Giải Phim Độc lập của Anh                             | Thành tựu sản xuất xuất sắc nhất                                                     | Tyrannosaur                                             | Đề cử     |
| 2011 | Giải Satellite Học viện Báo chí Quốc tế               | Kịch bản gốc xuất sắc nhất                                                           | Tyrannosaur                                             | Đề cử     |
| 2011 | International Press Academy Giải Satellite            | Phim đầu tay xuất sắc nhất                                                           | Tyrannosaur                                             | Đoạt giải |
| 2012 | Giải Tinh thần độc lập                                | Phim quốc tế hay nhất                                                                | Tyrannosaur                                             | Đề cử     |
| 2012 | Giải thưởng phim đầu tay The Guardian                 | Phim đầu tay hay nhất                                                                | Tyrannosaur                                             | Đề cử     |
| 2012 | Giải thưởng Hội phê bình phim Luân Đôn                | Giải Virgin Atlantic – Nhà làm phim Anh đột phá                                      | Tyrannosaur                                             | Đề cử     |
| 2012 | Giải BAFTA                                            | Đạo diễn, Biên kịch, Nhà sản xuất đầu tay người Anh nổi bật                          | Tyrannosaur                                             | Đoạt giải |
| 2012 | Giải thưởng Điện ảnh Tiêu chuẩn Anh buổi tối          | Phim hay nhất                                                                        | Tyrannosaur                                             | Đề cử     |
| 2012 | Giải thưởng Điện ảnh Tiêu chuẩn Anh buổi tối          | Kịch bản xuất sắc nhất                                                               | Tyrannosaur                                             | Đề cử     |
| 2012 | Jameson Giải Empire                                   | Phim Anh hay nhất                                                                    | Tyrannosaur                                             | Đề cử     |
| 2012 | Liên hoan phim quốc tế Bucharest                      | Phim hay nhất                                                                        | Tyrannosaur                                             | Đoạt giải |
| 2012 | Liên hoan phim quốc tế Bucharest                      | Giải Bình chọn của Giới phê bình                                                     | Tyrannosaur                                             | Đoạt giải |
| 2012 | Liên hoan phim quốc tế Transilvania                   | Giải FIPRESCI (Liên đoàn phê bình phim quốc tế)                                      | Tyrannosaur                                             | Đoạt giải |
| 2017 | Giải Phim Độc lập của Anh                             | Nam diễn viên chính xuất sắc nhất                                                    | Journeyman                                              | Đề cử     |
| 2018 | Giải Olivier                                          | Nam diễn viên chính xuất sắc nhất                                                    | The Ferryman tại Royal Court Theatre và Nhà hát Gielgud | Đề cử     |
| 2019 | Giải Tony                                             | Nam diễn viên kịch xuất sắc nhất                                                     | The Ferryman tại Nhà hát Bernard B. Jacobs ở Broadway   | Đề cử     |
| 2019 | Giải Liên đoàn Kịch nghệ                              | Distinguished Performance Award                                                      | The Ferryman tại Nhà hát Bernard B. Jacobs ở Broadway,  | Đề cử     |